# Le Rosier miraculeux
Le Rosier miraculeux er en fransk stumfilm fra 1904 af Georges Méliès.